# Международная комиссия по пропавшим без вести лицам
Международная комиссия по пропавшим без вести лицам (англ. International Commission on Missing Persons, ICMP) — межправительственная организация, занимающаяся проблемой лиц, пропавших без вести в результате вооруженных конфликтов, нарушений прав человека и стихийных бедствий. Головной офис компании находится в Гааге (Нидерланды). Комиссия помогает правительствам в эксгумации массовых захоронений и идентификации лиц, пропавших без вести, по ДНК, а также оказывает поддержку ассоциациям семей пропавших без вести и помогает в создании стратегий и учреждений для поиска пропавших без вести. В декабре 2014 года был подписан договор, который учредил комиссию как «самостоятельную международную организацию»: договор определяет Гаагу в качестве места расположения организации.

## История
Международная комиссия по пропавшим без вести лицам (ICMP) была создана в 1996 году по поручению президента Соединенных Штатов Америки Билла Клинтона — на саммите G7 в Лионе (Франция). Целью создания было решение проблемы лиц, пропавших без вести в результате различных конфликтов с 1991 по 1995 год, имевших отношение к Боснии и Герцеговине, Республике Хорватии и Югославия. Первым председателем Международной комиссии стал бывший госсекретарь США Сайрус Вэнс, которого затем сменил на этом посту американский сенатор Боб Доул; современным председателем ICMP является Томас Миллер (Thomas Joel Miller).
Хотя Комиссия базировалась в Сараево (Босния и Герцеговина), она осуществляла широкомасштабную деятельность, распространявшуюся на бывшие зоны конфликта как на Западных Балканах, так и на Ближнем Востоке — а также, на районы, пострадавшие от стихийных бедствий: в частности, пострадавшие от цунами 2004 года регионы Южной Азии и даже американский штат Луизиана (после урагана «Катрина»). В 2001 году, по просьбе властей Нью-Йорка, Комиссия направила двух своих ведущих судебных экспертов в город — после атаки на Всемирный торговый центр 11 сентября 2001 года.
В настоящее время организация располагает тремя центрами судебной экспертизы, два из которых занимаются идентификацией человеческих останков, связанным с резнёй в Сребренице; они носят названия Podrinje Identification Project (PIP) и Lukavac Reassociation Centre (LKRC). Третий центр — Krajina Identification Project (KIP) — является основным объектом для опознания останков, относящихся к области Сански-Мост и Приедор. ICMP располагает офисами в Сараево, Тузле, Баня-Луке, Багдаде, Эрбиле и Приштине. К концу августа 2011 года усилиями ICMP с помощью ДНК были идентифицированы 16289 человек из бывшей Югославии.
В июне 2008 года Филиппины оказались в зоне тайфуна «Франк», который унёс жизни более 1000 человек. В целях оказания помощи стране в опознании лиц, Интерпол предложил ICMP совместно с ним оказывать помощь — в связи с чем впервые было подписано соответствующее соглашение (в ноябре 2007 года) о совместном реагировании на чрезвычайные ситуации.

## Мандат
Международная комиссия по пропавшим без вести лицам работает над обеспечением сотрудничества правительств и других органов власти в выявлении лиц, пропавших без вести в результате вооруженных конфликтов, других боевых действий или нарушений прав человека, а также — стихийных бедствий. ICMP также поддерживает работу других организаций, поощряет участие общественности в ее деятельности и вносит свой вклад в увековечивание памяти пропавшим лиц. Кроме того, согласно своему мандату, организация помогает правительствам выполнять свои обязательства в области прав человека: как по отношению к жертвам, так и их оставшимся в живых родственникам, а также — «создает институциональный потенциал, способствующий долгосрочному общественному доверию».

## Структура
ICMP управляется Советом комиссаров, в который входят: нынешний председатель Томас Миллер (с мая 2011 года), Джим Кимси (председатель с 2001 по 2011 год и почётный председатель сегодня), Вим Кок, Алистер Берт, королева Иордании Нур аль-Хусейн, Кнут Воллебек, Рольф Экеус и Каролина Барко. Предыдущими членами были Боб Доул (председатель с 1997 по 2001 год) и Сайрус Вэнс (председатель с 1996 по 1997).
Генеральный директор организации — Кэтрин Бомбергер — была назначена комиссарами ICMP в апреле 2004 года в качестве основного исполнительного директора организации, отвечающего за руководство и надзор за всеми мероприятиями и программами во всех областях деятельности. 14 июня 2007 года Бомбергер получила Орден Почётного легиона как «доказательство внимания и признания французского правительства за [её] работу и исключительных достижениях ICMP».
После совместных усилий ICMP и Интерпола по выявлению жертв тайфуна «Франк» президент Республики Филиппины Глория Макапагал-Арройо наградила Кэтрин Бомбергер за «её исключительную приверженность и выдающиеся достижения в поиске и выявлении лиц, пропавших без вести в результате стихийных бедствий или антропогенных катастроф».